# Josep Lluís Albinyana i Olmos
Josep Lluís Albinyana i Olmos (València, 25 d'abril de 1943) és un jurista i polític valencià d'ideologia valencianista que fou el primer President del Consell Preautonòmic del País Valencià entre 1978 i 1979, durant la transició democràtica espanyola.
A banda, Albinyana ha treballat com a membre de vigilància penitenciària, en l'Audiència Provincial de Barcelona i posteriorment va ser magistrat en el Jutjat d'Instrucció número 1 de València.

## Trajectòria política

### Inicis
Als anys 70 es va implicar en la formació d'Unió Democràtica del País Valencià junt amb Joaquín Maldonado, amb l'objectiu de crear una força política valenciana de caràcter interclassista. Quan Vicent Ruiz Monrabal va forçar un gir cap a l'ortodòxia catòlica, Albinyana abandonà la formació. En aquell moment decidí integrar-se al Partit Socialista Obrer Espanyol en considerar que tenia potencial per esdevindre un referent interclassista, per més que en aquelles dates no comptava amb excessiva presència al territori.

### PSOE
L'any 1975 ingressà en el PSOE i fou nomenat membre de la Comissió Executiva Federal, com a secretari d'emigració. En les eleccions generals espanyoles de 1977 fou cap de llista del PSOE per la circumscripció electoral de València: després del bon resultat en les votades, creà l'Assemblea de Parlamentaris del País Valencià, un òrgan on el PSOE tenia majoria com a guanyador de les eleccions.
El 1978 va ser triat per unanimitat com a primer President del Consell Preautonòmic del País Valencià (l'antecedent de la Generalitat Valenciana contemporània), des del qual oficialitzà la Senyera quadribarrada amb l'escut del Consell i la denominació per al territori de País Valencià. A més, va iniciar una campanya per a fer que els ajuntaments valencians demanaren l'Estatut d'Autonomia per la via ràpida, aconseguint el suport de més del 90% d'aquests. Albinyana exercí el càrrec de President fins a l'abril de 1979 (el tornaria a exercir breument fins a desembre del mateix any), quan la falta de suport de la direcció del PSOE a les seues polítiques valencianistes provocaria un pacte entre la cúpula del partit i la Unió de Centre Democràtic perquè el PSOE (ja rebatejat com a PSPV-PSOE) abandonara el Consell Preautonòmic.
Albinyana es quedà en minoria davant la UCD i va ser forçat a dimitir, la qual cosa es produí el 17 de desembre de 1979, i va ser substituït com a cap del Consell per Enric Monsonís (UCD), amb la qual cosa el País Valencià accediria finalment a l'autonomia per la via de l'article 143, reservada per a les comunitats «no històriques».

### UPV-PNPV-Compromís
Albinyana va fer pública la seua baixa del PSOE en una carta al Diario de Valencia el 22 d'abril de 1981. Més tard presentà una coalició valencianista d'esquerra junt amb Vicent Ventura, formada per gent provinent de l'Agrupament d'Esquerra del País Valencià i del Partit Nacionalista del País Valencià de Francesc de Paula Burguera. La nova formació, anomenada Unitat del Poble Valencià, es presentà a les eleccions a les Corts Valencianes de 1983 amb Isidor Balaguer com a cap de llista i fou la quarta força més votada amb més d'un 3% dels vots, però la regla del 5 % mínim de vots els impedí accedir a les Corts Valencianes.
El octubre de 1983, Josep Lluís Albinyana fou elegit vice-secretari general del PNPV, que poc després s'integraria definitivament en la UPV, amb la qual cosa esdevindria partit polític.
En 2015 va ser candidat al Senat a les llistes de la coalició És el moment formada per Compromís i Podem en la Circumscripció electoral de València a les eleccions generals espanyoles d'aquell mateix any.

### ERPV
A les eleccions a les Corts Valencianes de 2019 es va presentar com a cap de llista i candidat a la Presidència de la Generalitat Valenciana d'Esquerra Republicana del País Valencià.

## Galeria
- Entrevista a La Represa amb motiu de la seua candidatura al Senat d'Espanya a les eleccions generals de 2015.